# Lis srebrny

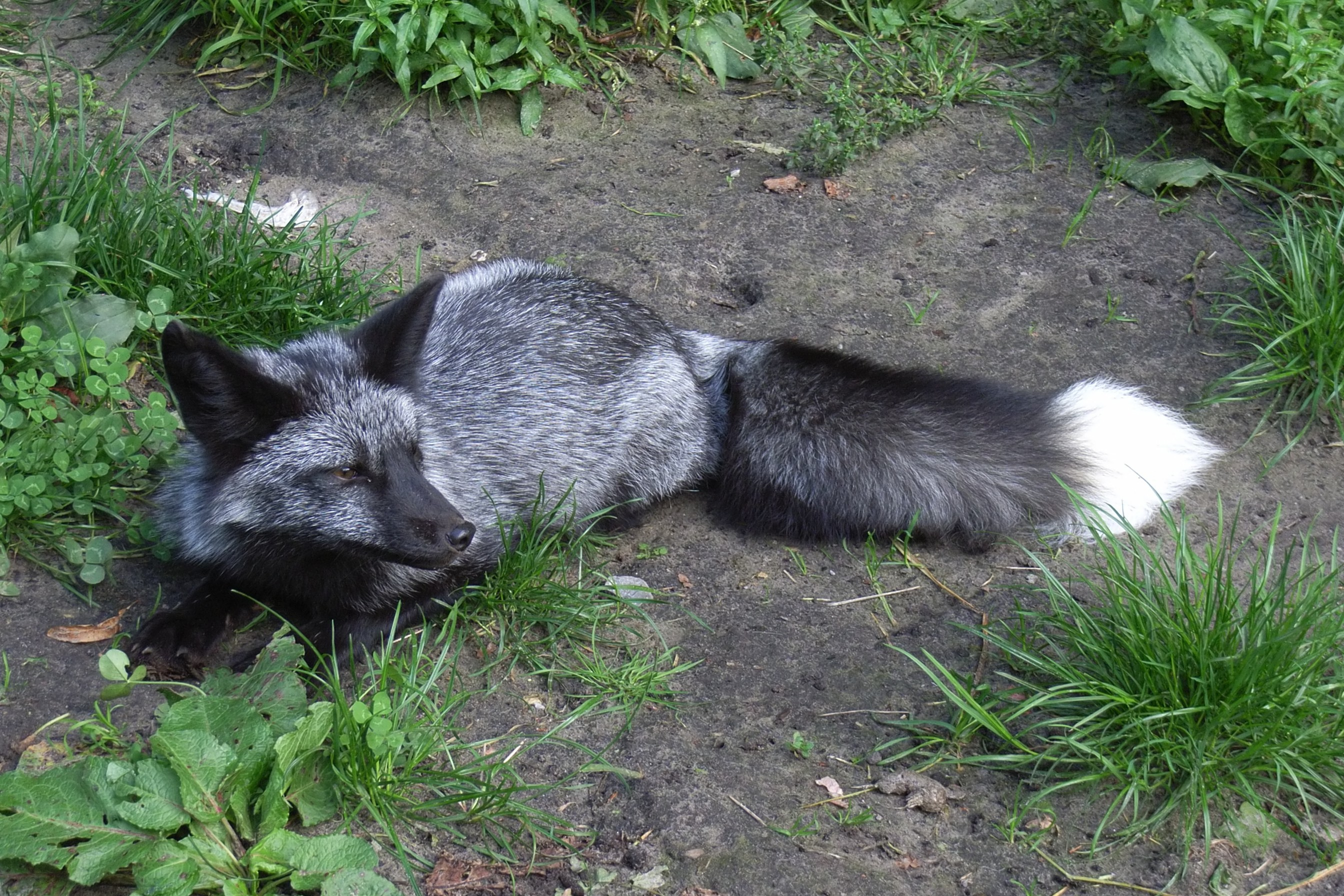
Dorosły lis srebrny

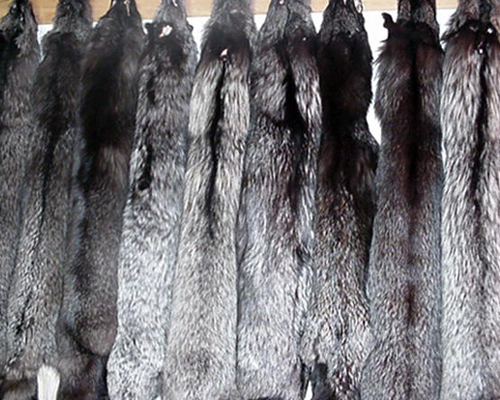
Futra srebrnych lisów

Lisy srebrne (ang. silver fox) – to forma melanizmu u lisów rudych pożądana ze względu na walory kolorystyczne sierści w przemyśle odzieżowym.

## Charakterystyka
Ich sierść jest całkowicie czarna (poza końcówką ogona-białą) lub srebrnoniebieska z możliwymi przebarwieniami na bokach. W zależności od stopnia posrebrzenia rozróżnia się cztery typy lisa srebrnego: pełnosrebrzysty, trzy czwarte srebrzysty, półsrebrzysty i ćwierćsrebrzysty. Zakończenie ogona jest białe, głowa zaś czarna z rozjaśniającym posrebrzeniem i tzw. maską.
Na wolności srebrne lisy nie parzą się z innymi lisami srebrnymi, lecz z typowo ubarwionymi lisami rudymi, co jest przyczyną powstawania „krzyżaków”. Lisy srebrne są hodowane na futra; w hodowlach rozmnaża się je bez krzyżowania.

## Występowanie
Lisy srebrne naturalnie występują w Pensylwanii i na półwyspie Labrador. Nastąpiła ich introdukcja w Europie, zwłaszcza w byłym Związku Radzieckim. Były hodowane ze względu na ich drogocenne futra, przede wszystkim w Ameryce Północnej oraz w ZSRR (konkretnie na terenach obecnej Rosji i Estonii), a także w Chinach. 
Pierwsze próby chowu lisów w 1759 roku podjął Rosjanin Tołstych. Do Europy w 1913 sprowadzono lisy srebrzyste pochodzenia amerykańskiego i hodowano je w Norwegii. W Polsce pierwsze fermy lisów srebrzystych powstały w 1924.

## Udomowienie
Srebrne lisy poddano procesowi udomowienia w byłym ZSRR. Projekt nadzorował Dmitrij Bielajew, a obecnie zajmuje się nimi dr Ludmiła Trut, por. Udomowienie.

## Lisy srebrne w kulturze
- Według wierzeń rdzennej ludności Kalifornii, srebrne lisy wyłoniły się z mgły i stworzyły ziemię, po czym zmieniły się w ludzi[3].
- W drugim sezonie serialu animowanego Zwierzęta z Zielonego Lasu głównymi antagonistami są mieszkające w rezerwacie przyrody srebrne lisy pod wodzą Szramy (ang. Scarface)[4].